# Comuna Ștun, Liuboml
Ștun (în ucraineană Штунь) este o comună în raionul Liuboml, regiunea Volînia, Ucraina, formată din satele Prîricicea, Ștun (reședința), Terehî, Vîsoțk și Zamlînnea.

## Demografie
Componența lingvistică a satului Ștun
     Ucraineană (99,22%)
     Alte limbi (0,71%)
Conform recensământului din 2001, majoritatea populației satului Ștun era vorbitoare de ucraineană (99,22%), existând în minoritate și vorbitori de alte limbi.